# گمانه
گمانه یا ستاد مبارزه با چرندیات یک مجلهٔ آنلاین بررسی شایعات، همراه وبگاه و صفحه‌ای در فیسبوک و دیگر شبکه‌های اجتماعی بود که به بررسی اخبار کذب و شایعات منتشر شده در فضای مجازی و شبکه‌های اجتماعی می‌پرداخت.
گشودن وبگاه گمانه و ایجاد ستاد مبارزه با شایعات در شبکه‌های اجتماعی واکنشی بود در جهت جلوگیری از انتشار اخبار کذب و شایعات در فضای وب و شبکه‌های اجتماعی و تمیز دادن اینکه کدام یک از اخبار و اطلاعات حقیقی است و کدام کذب.
«ستاد مبارزه با چرندیات» وبگاهی با نام «گمانه» دارد که بخشی از تلاش برای شفافیت و مبارزه با شایعات در فضای شبکه‌های اجتماعی است. گردانندگان شعاری هم برای خود انتخاب کرده‌اند: «مغز انسان قدرت تجزیه و تحلیل دارد، از این قابلیت استفاده کنیم.» به گفته دویچه وله فارسی هدف اصلی این وبگاه مقابله با رواج شایعه و دروغ در فضای وب فارسی است.
سایت گمانه در تاریخ بیست و دوم دی ماه ۱۳۹۴ در ایران فیلتر شد. پیش از این نیز برخی از مطالب سایت گمانه مانند «رد فواید علمی روزه داری» به صورت موضوعی فیلتر شده بود.

## وبگاه
در تاریخ ۲۱ دسامبر ۲۰۱۲ (۱ دی ۱۳۹۱) همزمان با تاریخ موعود پایان جهان در بسیاری از شایعات، سایت گُمانه دات کام، وابسته به ستاد مبارزه با چرندیات فعالیت خود را آغاز کرد. گمانه در چهار دسته‌بندی شایعات ایرانی، شایعات خارجی، شبه علم و داستان‌های واقعی به تفکیک موضوعات و خبرهای پخش‌شده می‌پردازد و درستی یا نادرستی آن‌ها را بر اساس دلایلی مستدل ثابت می‌کند.
مدیران این صفحه در مصاحبه‌ای که با سایت خبری پویش انجام دادند گفتند که ترجیح می‌دهند ناشناس بمانند.
در سال ۲۰۱۸ مدیران گمانه، دامنه گمانه دات نت را نیز خریداری کردند تا با گسترش فعالیت و تغییر اساسی در فرم وبسایت، فضا برای همکاری داوطلبانه در وبسایت گمانه فراهم شود. در بخش «همکاری با ما» تلاش شده تا حد امکان امنیت داوطلبانی که علاقه‌مند به همکاری با این مجموعه هستند حفظ شود.
از اواخر ۱۳۹۷ خورشیدی وبگاه گمانه فعالیت نداشته است.

### بخش‌ها
درست‌سنجی
دسته‌بندی «درست‌سنجی» به تفکیک موضوعات و خبرهای پخش‌شده می‌پردازد و درستی یا نادرستی آن‌ها را بر اساس دلایلی مستدل ثابت می‌کند.
پادکست
در آذرماه ۱۳۹۴ (دسامبر ۲۰۱۵) اولین «پادکست» این گروه ارائه شد که تاکنون ۳۰ قسمت از آن منتشر شده‌است. در این پادکست‌ها به موضوعات علمی روز پرداخته شده و با متخصصان مورد نظر در بحث روز، گفتگو و پرسش و پاسخ انجام می‌شود.
وبلاگ
بخش «وبلاگ» به انعکاس نظر متخصصان و ارائه تریبون به افراد اختصاص داده شده‌است و مطالبی در حوزه علم، حوزه مطالعات زنان، حقوق بشر و مطالب روانشناسی در آن وجود دارد.
هنردانش (بخش تصویری)
پس از گسترش گروه گمانه و ایجاد زیر گروه «هنر دانش»، این مجموعه به ترجمه، زیرنویس و دوبله فیلم‌ها و کلیپ‌های آموزشی روی آورد. تعداد قابل توجهی از کلیپ‌های علمی در این بخش به فارسی ترجمه یا دوبله شده‌است.

## بازتاب‌ها
نیما اکبرپور در این باره نوشته‌است که:
گمانه و ستاد مبارزه با چرندیات بسیار ارزشمندند و تلاشی هستند برای ایجاد شفافیت در حوزه رسانه‌های اجتماعی. رسانه‌هایی که هنوز ساختار تعریف‌شده مشخصی ندارند، هنوز در آزمون و خطایند و رفتار جامعه با آن‌ها چارچوب مشخصی ندارد.
سال ۲۰۱۳ این ستاد، تاریخچه آن و فعالیتش به‌طور مفصل در برنامه «بر خط» شبکه آموزش سیمای جمهوری اسلامی ایران نیز معرفی شد،

روزنامه‌های آسیا و همشهری نیز در مطالبی جداگانه از راه‌اندازی این صفحه در فیسبوک و سایت گمانه استقبال کردند:
 «در میان کم‌کاری‌های مراکز علمی، عده‌ای داوطلب در شبکه‌های اجتماعی شایعات را یافته و با سند و مدرک اقدام به رد آنها می‌کنند. آنها به نوعی «ستاد مبارزه با چرندیات» را راه انداخته‌اند و با کلاغهایی که به اندازه «۴۰ کلاغ» دروغ می‌گویند مقابله می‌کنند».

وبگاه آزاد سایبر در مقاله‌ای به بازتاب رسانه‌ای این وبگاه پرداخت، از معرفی این وبگاه در برنامه کلیک بی‌بی‌سی فارسی تا انعکاس اخبار آن در رسانه‌های داخلی؛ و همچنین مصاحبه‌ای با گردانندگان این پایگاه منتشر کرده‌است

## جوایز
مجموعه گمانه در اردیبهشت‌ماه ۹۴ (می ۲۰۱۵) برنده بهترین فعالان آنلاین سال ۲۰۱۵ از طرف دویچه‌وله شد و جایزه «بابز» به این گروه تعلق گرفت.

## جنجال بر سر داستان میمون فضایی
پست‌های این صفحه در مواردی بحث‌برانگیز شده‌اند. در جریان ارسال میمون زنده به فضا توسط سازمان فضایی ایران، سؤال این صفحه دربارهٔ تفاوت موجود در ظاهر میمون‌های ارسال شده و نمایش داده شده باعث بحث بین طرفداران و مخالفان شد. در همین زمینه خبرگزاری دولتی آلمان طی گزارشی نوشت:
 در صفحه فیسبوک «ستاد مبارزه با چرندیات» که به نقد برخی اخبار و حتی باورهای غلط رایج در فضای مجازی می‌پردازد نوشته شده‌است: «نکته عجیب تفاوت میمون فرستاده شده با میمون بازگردانده شده‌است. به وضوح در تمامی عکس‌ها مشخص است میمون فضانورد یک خال بزرگ گوشتی بر روی ابروی راست صورتش دارد.»

بعدها بسیاری دیگر از سایت‌های داخل ایران نیز نسبت به این اتفاق واکنش نشان دادند و از سازمان فضایی خواستند مستنداتش را منتشر کند.